# Baia di Danzica
La baia di Danzica, chiamata anche golfo di Danzica (in polacco: Zatoka Gdańska; in russo Гданьская бухта, Gdanskaja buhta; in casciubo: Gduńskô Hôwinga, in tedesco: Danziger Bucht) è un'insenatura situata nel sud-est del mar Baltico. Prende il nome dalla città portuale di Danzica. La maggior parte della baia si trova nel voivodato della Pomerania in Polonia, la parte orientale appartiene all'oblast' di Kaliningrad (Russia).

## Geografia
La parte occidentale della baia di Danzica è formata dalle acque della baia di Puck, la quale è chiusa a nord-est dal cordone litorale della penisola di Hel; la parte sud-orientale dalla laguna della Vistola, separata dal cordone litorale della Vistola e collegata ad essa dallo stretto di Baltijsk. 
La baia si protende nel continente per 74 km ed è larga all'ingresso 115 km. La massima profondità delle acque è di 115 metri, e la salinità è dello 0,7%. È delimitata ad est dalla penisola della Sambia; i suoi confini sono segnati da capo Rozewie, ad ovest (a nord della penisola di Hel), e da capo Taran (мыс Таран) che si trova sulla penisola della Sambia. I principali fiumi che vi confluiscono sono la Pregolja e la Vistola; la baia di Danzica riceve le acque della Vistola da tre rami: la Leniwka, la Śmiała Wisła, e la Martwa Wisła e indirettamente anche dalla laguna della Vistola tramite due rami: il Nogat e la Szkarpawa.
Le principali città portuali e costiere sono Danzica, Kaliningrad, Gdynia, Puck, Sopot, Hel, Primorsk e Baltijsk.